# Тачшерер, Крис
Крис Тачшерер (англ. Chris Tuchscherer; 8 сентября 1975, Рагби) — американский боец смешанного стиля, представитель тяжёлой весовой категории. Выступал на профессиональном уровне в период 2004—2011 годов, известен по участию в турнирах бойцовской организации UFC, владел титулами чемпиона SNMAA, Max Fights и Extreme Challenge в тяжёлом весе.

## Биография
Крис Тачшерер родился 8 сентября 1975 года в городе Рагби штата Северная Дакота. Ещё в школьные годы серьёзно занимался борьбой, позже продолжил подготовку во время обучения в Университете штата Северная Дакота и Университете штата Миннесота в Морхеде. Состоял в университетских борцовских командах, выступал на многих студенческих соревнованиях по борьбе, дважды становился финалистом второго дивизиона Национальной ассоциации студенческого спорта в тяжёлом весе, имел статус всеамериканского спортсмена.
С юных лет был большим поклонником смешанных единоборств и, получив высшее образование, решил попробовать себя в этом виде спорта. Первое время выступал среди любителей, добился некоторого успеха. Одновременно с этим работал тренером по борьбе в Миннесотском университете. Сам же тренировался в Миннесотской академии боевых искусств, был одноклубником известного борца Брока Леснара. В течение некоторого времени работал водопроводчиком.
Дебютировал в ММА на профессиональном уровне в апреле 2004 года, своего первого соперника заставил сдаться уже на 28 секунде первого раунда, применив на нём удушающий приём. В следующем поединке встретился с довольно сильным канадцем польского происхождения Кшиштофом Сошински. Дрался преимущественно на территории Северной Дакоты, в местных промоушенах Dakota Fighting Championships и NFA, довольно долго не знал поражений, сделав серию из десяти побед подряд. Одержал победу над такими известными бойцами как Джимми Амбрис и Трэвис Фултон.
В 2008 году Тачшерер участвовал в гран-при тяжеловесов на турнире YAMMA Pit Fighting, где провёл за один вечер сразу три поединка. На стадии четвертьфиналов и полуфиналов единогласным решением судей победил Тони Сильвестра и Алексея Олейника соответственно, тогда как в решающем финальном бою уступил по очкам Трэвису Виуффу — это было первое поражение в его профессиональной карьере. В дальнейшем выиграл ещё несколько поединков в различных американских промоушенах.
Имея в послужном списке 20 побед и только лишь одно поражение, в 2009 году Крис Тачшерер привлёк к себе внимание крупнейшей бойцовской организации мира Ultimate Fighting Championship и подписал с ней контракт на четыре боя. Изначально планировалось, что прежде он выступит в реалити-шоу The Ultimate Fighter, но затем руководство решило поставить его сразу в сетку основных турниров промоушена. В дебютном поединке он встретился с бразильцем Габриэлом Гонзагой и уже в начале первого раунда получил от него удар ногой в пах — ему дали пять минут на восстановление, но этого явно было недостаточно — боль была настолько сильной, что его чуть не вырвало. Тачшерер дал понять, что он может продолжать поединок, бой возобновился и продлился не долго, Гонзага набросился на него с серией ударов и добился победы техническим нокаутом. Во втором бою ему противостоял Тим Хейг, и снова в начале поединка Тачшерер пропустил удар в пах, после которого долго приходил в норму. Бойцы не продемонстрировали желания завершить своё противостояние досрочно и в неторопливом темпе провели все три раунда — в итоге Тачшерер победил решением большинства судей. В третьем поединке вышел в октагон против Брендана Шауба и был нокаутирован уже на 67 секунде первого раунда. Последний раз дрался в UFC в феврале 2011 года в Австралии против новозеландца Марка Ханта — вновь пропустил сильный удар и оказался в нокауте. При трёх поражениях в четырёх боях организация не стала продливать с ним контракт, и вскоре он принял решение завершить карьеру профессионального спортсмена.
После завершения спортивной карьеры Тачшерер основал собственную бойцовскую промоутерскую компанию Crowbar MMA, занимался организацией бойцовских турниров в разных городах Северной Дакоты. Женат, есть дочь и сын.

## Статистика в профессиональном ММА
| Боёв 26         | Побед 21 | Поражений 4 |
| --------------- | -------- | ----------- |
| Нокаутом        | 9        | 3           |
| Сдачей          | 7        | 0           |
| Решением        | 5        | 1           |
| Ничьи           | 0        | 0           |
| Не состоявшихся | 1        | 1           |

| Результат    | Рекорд   | Соперник         | Способ                 | Турнир                          | Дата             | Раунд | Время | Место                | Примечание                                        |
| ------------ | -------- | ---------------- | ---------------------- | ------------------------------- | ---------------- | ----- | ----- | -------------------- | ------------------------------------------------- |
| Поражение    | 21–4 (1) | Марк Хант        | KO (удар рукой)        | UFC 127                         | 27 февраля 2011  | 2     | 1:41  | Сидней, Австралия    |                                                   |
| Поражение    | 21–3 (1) | Брендан Шауб     | KO (удары руками)      | UFC 116                         | 3 июля 2010      | 1     | 1:07  | Лас-Вегас, США       |                                                   |
| Победа       | 21–2 (1) | Тим Хейг         | Решение большинства    | UFC 109                         | 6 февраля 2010   | 3     | 5:00  | Лас-Вегас, США       |                                                   |
| Поражение    | 20–2 (1) | Габриэл Гонзага  | TKO (удары руками)     | UFC 102                         | 29 августа 2009  | 1     | 2:27  | Портленд, США        |                                                   |
| Победа       | 20–1 (1) | Джейми Клэр      | TKO (удары руками)     | SNMMA: Extreme Beatdown         | 11 апреля 2009   | 1     | 2:19  | Финикс, США          | Защитил титул чемпиона SNMAA в тяжёлом весе.      |
| Победа       | 19–1 (1) | Брэнден Ли Хинкл | TKO (удары руками)     | SNMMA: Beatdown at 4 Bears      | 21 марта 2009    | 4     | 4:43  | Нью-Таун, США        | Выиграл титул чемпиона SNMAA в тяжёлом весе.      |
| Победа       | 18–1 (1) | Тони Мендоса     | Сдача (рычаг локтя)    | Max Fights 4                    | 19 июля 2008     | 1     | 2:43  | Северная Дакота, США | Выиграл титул чемпиона Max Fights в тяжёлом весе. |
| Поражение    | 17–1 (1) | Трэвис Виуфф     | Единогласное решение   | YAMMA Pit Fighting              | 11 апреля 2008   | 3     | 5:00  | Атлантик-Сити, США   | Финал гран-при YAMMA в тяжёлом весе.              |
| Победа       | 17–0 (1) | Алексей Олейник  | Единогласное решение   | YAMMA Pit Fighting              | 11 апреля 2008   | 1     | 5:00  | Атлантик-Сити, США   |                                                   |
| Победа       | 16–0 (1) | Тони Сильвестер  | Единогласное решение   | YAMMA Pit Fighting              | 11 апреля 2008   | 1     | 5:00  | Атлантик-Сити, США   |                                                   |
| Победа       | 15–0 (1) | Трэвис Фултон    | Единогласное решение   | Max Fights 2                    | 26 января 2008   | 3     | 5:00  | Фарго, США           |                                                   |
| Победа       | 14–0 (1) | Джимми Амбрис    | Сдача (удушение сзади) | Extreme Challenge 85            | 6 октября 2007   | 1     | 4:43  | Бисмарк, США         | Выиграл титул чемпиона EC в тяжёлом весе.         |
| Победа       | 13–0 (1) | Мэтт Экерле      | TKO (удары руками)     | DFC 9: Dakota vs. the World     | 24 марта 2007    | 1     | 2:17  | Гранд-Форкс, США     |                                                   |
| Победа       | 12–0 (1) | Чак Григсби      | TKO (удары руками)     | DFC 8: Proving Grounds          | 2 декабря 2006   | 1     | 3:49  | Фарго, США           |                                                   |
| Победа       | 11–0 (1) | Демиан Декора    | TKO (удары руками)     | DFC 7: Revolution               | 7 октября 2006   | 1     | 4:24  | Бисмарк, США         |                                                   |
| Не состоялся | 10–0 (1) | Джош Хендрикс    | NC (результат отменён) | Fightfest 2                     | 14 апреля 2006   | 1     | N/A   | Кантон, США          |                                                   |
| Победа       | 10–0     | Эд Майерс        | TKO (удары руками)     | Royce Gracie Fightfest 1        | 9 декабря 2005   | 1     | 1:05  | Эвансвилл, США       |                                                   |
| Победа       | 9–0      | Джим Добсон      | TKO (удары руками)     | DFC 5: Legends of the Falls     | 13 августа 2005  | 1     | 0:55  | Тиф-Ривер-Фолс, США  |                                                   |
| Победа       | 8–0      | Мэтт Лафромбойз  | Сдача (удары руками)   | NFA: Last Dam Fights            | 30 июня 2005     | 1     | 1:44  | Фарго, США           |                                                   |
| Победа       | 7–0      | Крис Кларк       | Сдача (удары руками)   | DFC 4: Nowhere to Run           | 4 июня 2005      | 1     | 1:06  | Фарго, США           |                                                   |
| Победа       | 6–0      | Джейсон Миллер   | Сдача (удары руками)   | NFA: Throwdown in Jamestown 2   | 20 мая 2005      | 1     | 0:18  | Фарго, США           |                                                   |
| Победа       | 5–0      | Карл Кноте       | Сдача (удушение сзади) | Cage Fighting Xtreme 3          | 23 апреля 2005   | 2     | N/A   | Брейнерд, США        |                                                   |
| Победа       | 4–0      | Марк Зи          | TKO (удары руками)     | DFC 3: Submission Impossible    | 9 апреля 2005    | 1     | 2:25  | Фарго, США           |                                                   |
| Победа       | 3–0      | Ноа Айнхофер     | TKO (удары руками)     | DFC 2: Reloaded                 | 25 сентября 2004 | 1     | 2:02  | Фарго, США           |                                                   |
| Победа       | 2–0      | Кшиштоф Сошински | Единогласное решение   | NFA: Title Trials               | 12 июня 2004     | 3     | 3:00  | Морхед, США          |                                                   |
| Победа       | 1–0      | Шон Кук          | Сдача (удушение)       | Dakota Fighting Championships 1 | 17 апреля 2004   | 1     | 0:28  | Фарго, США           |                                                   |